# Terina latifascia
Terina latifascia là một loài bướm đêm trong họ Geometridae.